# Kalle Moraeus (musikalbum)
Kalle Moraeus är Kalle Moraeus första studioalbum, utgivet 1991.

## Låtlista
1. Solschottis
2. Arne Modéns kyrklåt
3. Beatrice
4. Schottis från Lima
5. Maj Lundin
6. Visa från Stillingsön
7. Jag såg i öster
8. Ceremonilåt
9. Slingan
10. Golden Dream
11. Till dig

## Medverkande

### Musiker
- Kalle Moraeus - Sång, fiol, gitarr och bouzouki
- Backa Hans Eriksson - Bas
- Ale Möller
- Ted Gärdestad
- Benny Andersson
- Erik Häusler
- Göran Arnberg
- Peter Ljung
- Pål Svenre
- Kalle Liljeberg
- Jalle Hjalmarsson.
- Jan Erik "Kire" Mångs - Trummor

### Ljudtekniker
- Tekniker: Erik Olhester